# Hayden Wilde
Hayden Wilde, född 1 september 1997, är en nyzeeländsk triatlet.

## Karriär
Wilde har deltagit vid OS 2020 där han tog brons individuellt och slutade på en tolfte plats i den mixade stafetten. År 2022 tog han silver vid samväldesspelen.